# Judo na Letních olympijských hrách 1976
Zápasy v judu na LOH v Montrealu probíhaly v Montreal Biodome v období 26. července - 31. července 1976.

## Medailisté

### Muži
podrobné výsledky
| Kategorie | Zlato                                   | Stříbro                                    | Bronz                                      | Bronz                                  |
| --------- | --------------------------------------- | ------------------------------------------ | ------------------------------------------ | -------------------------------------- |
| - 63 kg   | Héctor Rodríguez · Kuba (CUB)           | Čang Un-kjong · Jižní Korea (KOR)          | Felice Mariani · Itálie (ITA)              | József Tuncsik · Maďarsko (HUN)        |
| - 70 kg   | Vladimir Něvzorov · Sovětský svaz (URS) | Kodži Kuramoto · Japonsko (JPN)            | Marian Tałaj · Polsko (POL)                | Patrick Vial · Francie (FRA)           |
| - 80 kg   | Isamu Sonoda · Japonsko (JPN)           | Valerij Dvojnikov · Sovětský svaz (URS)    | Slavko Obadov · Jugoslávie (YUG)           | Pak Jong-čchol · Jižní Korea (KOR)     |
| - 93 kg   | Kazuhiro Ninomija · Japonsko (JPN)      | Ramaz Charšiladze · Sovětský svaz (URS)    | Jürg Röthlisberger · Švýcarsko (SUI)       | David Starbrook · Velká Británie (GBR) |
| + 93 kg   | Sergej Novikov · Sovětský svaz (URS)    | Günther Neureuther · Západní Německo (FRG) | Allen Coage · Spojené státy americké (USA) | Sumio Endó · Japonsko (JPN)            |

### Kategorie bez rozdílu vah
| Kategorie       | Zlato                          | Stříbro                             | Bronz                        | Bronz                                |
| --------------- | ------------------------------ | ----------------------------------- | ---------------------------- | ------------------------------------ |
| Bez rozdílu vah | Haruki Uemura · Japonsko (JPN) | Keith Remfry · Velká Británie (GBR) | Čo Če-ki · Jižní Korea (KOR) | Šota Čočišvili · Sovětský svaz (URS) |

## Přehled medailí
| Pořadí | Země                         | Zlato | Stříbro | Bronz | Celkově |
| ------ | ---------------------------- | ----- | ------- | ----- | ------- |
| 1.     | Japonsko (JPN)               | 3     | 1       | 1     | 5       |
| 2.     | Sovětský svaz (URS)          | 2     | 2       | 1     | 5       |
| 3.     | Kuba (CUB)                   | 1     | 0       | 0     | 1       |
| 4.     | Jižní Korea (KOR)            | 0     | 1       | 2     | 3       |
| 5.     | Velká Británie (GBR)         | 0     | 1       | 1     | 2       |
| 6.     | Západní Německo (FRG)        | 0     | 1       | 0     | 1       |
| 7.     | Francie (FRA)                | 0     | 0       | 1     | 1       |
| 7.     | Maďarsko (HUN)               | 0     | 0       | 1     | 1       |
| 7.     | Itálie (ITA)                 | 0     | 0       | 1     | 1       |
| 7.     | Polsko (POL)                 | 0     | 0       | 1     | 1       |
| 7.     | Švýcarsko (SUI)              | 0     | 0       | 1     | 1       |
| 7.     | Spojené státy americké (USA) | 0     | 0       | 1     | 1       |
| 7.     | Jugoslávie (YUG)             | 0     | 0       | 1     | 1       |
| Celkem | Celkem                       | 6     | 6       | 12    | 24      |